# Four Mile Road
Four Mile Road ist ein Ort und ein census-designated place (CDP) in der Yukon-Koyukuk Census Area in Alaska in den Vereinigten Staaten. Das U.S. Census Bureau hatte bei der Volkszählung 2020 eine Einwohnerzahl von 18 ermittelt.

## Geographie
Four Mile Road liegt in der Tanana-Kuskokwim-Niederung auf einer Höhe von 108 m am rechten Flussufer des Nenana River 70 km westsüdwestlich von Fairbanks. Der Ort liegt am George Parks Highway (Alaska Route 3). 5 km weiter südlich befindet sich der größere Ort Nenana.

## Geschichte
Seit dem Jahr 2000 ist Four Mile Road ein census-designated place.

## Demografie
Zum Zeitpunkt der Volkszählung im Jahre 2020 (U.S. Census 2020) hatte Four Mile Road CDP 18 Einwohner auf einer Landfläche von 2,99 km². Von den Einwohnern waren 12 weiß sowie 4 amerikanisch-indianischer Abstammung.
Beim Census im Jahr 2000 wurden 38 Einwohner gezählt, 2010 waren es 43.